# Tricholoba intensiva
Tricholoba intensiva är en fjärilsart som beskrevs av M.Gaede 1928. Tricholoba intensiva ingår i släktet Tricholoba och familjen tandspinnare. Inga underarter finns listade i Catalogue of Life.